# Jackson Coelho Silva
Jackson Coelho Silva, mais conhecido como Jackson (Codó, 23 de março de 1973), é um ex-futebolista brasileiro que atuava como meia.

## Carreira
Descoberto após disputar um torneio de futsal em São Luís, Jackson começou sua carreira profissional no Maranhão AC, onde foi tricampeão maranhense e ídolo da torcida. Teve negociações frustradas com o Rosário Central, da Argentina, e Etoile Sahel, da Tunísia. Passou alguns meses emprestado ao Mogi Mirim, no primeiro semestre de 1994, e logo depois regressou ao clube em que foi revelado.
Em 1995, chamou atenção do Goiás, que o contratou. Ficou no banco a maior parte do tempo, permaneceu no time goiano até 1996, quando foi negociado com o Comercial.
Em 1997, foi contratado pelo Sport por R$ 200 mil, onde foi bicampeão pernambucano e sempre destaque do time pernambucano. Em 1997, fechou a temporada com 7 gols anotados em 50 partidas disputadas. Teve grande destaque no Campeonato Brasileiro de 1998, onde ganhou o prêmio Bola de Prata. Foi também nessa época que Jackson foi convocado pelas únicas três vezes para a Seleção Brasileira, disputando apenas amistosos. Pelo Sport, foram 55 jogos e 18 tentos registrados.
O Palmeiras acabou contratando-o em 1999 por 3 milhões de dólares para a disputa da Libertadores daquele ano, competição que ajudou o clube paulista a conquistar.
Negociado com o Cruzeiro em 2000, sagrou-se campeão da Copa do Brasil daquele ano e posteriormente passou por Internacional, Gama e Paulista, até chegar ao Coritiba, em 2003, se destacando nacionalmente e sendo vendido ao Emirates Club no ano seguinte, retornando ao Brasil ainda em 2004 para defender o Ituano. Voltou ao Coritiba em 2005, se firmando como o maestro da equipe, comandando o meio-campo do Coxa até o fim de 2006.
Em 2007, foi contratado pelo Vitória, onde jogou até o fim de 2009, sendo sempre exemplo de determinação tática e comprometimento. Ajudou o rubro-negro a ascender à Série A do futebol brasileiro e a conquistar o tricampeonato baiano de 2007-08-09. Ao fim da temporada 2009, foi dispensado pois o clube baiano buscava diminuir sua folha salarial para o ano seguinte.
Pouco tempo depois, de ser anunciada a sua contratação pelo União Rondonópolis, o jogador acertou com o Santa Cruz, onde não conseguiu o acesso na Série D do Brasileirão.
Após terminar a participação do Santa Cruz no certame, Jackson acertou com o ABC, e comandou o meio-campo do clube potiguar no acesso e título da Série C. Já em 2011, foi peça chave na conquista do Campeonato Potiguar, tendo inclusivo marcado um gol na final da competição. Sem espaço no time que disputa a Série B, Jackson acabou dispensado.
No final de 2011, foi anunciada a sua contratação pelo Bahia de Feira, para a disputa do Campeonato Baiano de 2012. Apesar de uma boa campanha inicial, chegando a figurar por várias rodadas na liderança do estadual, a equipe acabou decaindo nas rodadas finais e ficou de fora da segunda fase.
Após o fim do Campeonato Baiano de 2012, Jackson acertou com o Santa Helena, de Goiás. Atuou pela última vez no clube no dia 8 de agosto, na segunda divisão goiana.
Em fevereiro de 2013, acerta seu retorno ao Maranhão AC.

## Títulos
Maranhão
- Campeonato Maranhense: 1993, 1994, 1995[3], 2013

Sport
- Campeonato Pernambucano: 1997 e 1998

Palmeiras
- Copa Libertadores da América: 1999
- Torneio Rio-São Paulo: 2000

Cruzeiro
- Copa do Brasil: 2000

Vitória
- Campeonato Baiano: 2007, 2008 e 2009

ABC
- Campeonato Brasileiro - Série C: 2010
- Campeonato Potiguar: 2011

### Outras Conquistas
- Taça Valle d'Aosta: 1999

## Prêmios Individuais

### Artilharias
Palmeiras
- Taça Valle d'Aosta: 1999 (3 gols)

## Jogos pela Seleção Brasileira[8]
| Nº | Data                   | Competição | Local                             |        | Placar | Adversário |
| -- | ---------------------- | ---------- | --------------------------------- | ------ | ------ | ---------- |
| 1  | 23 de setembro de 1998 | Amistoso   | São Luís (Brasil)                 | Brasil | 1 – 1  | Iugoslávia |
| 2  | 14 de outubro de 1998  | Amistoso   | Washington, D.C. (Estados Unidos) | Brasil | 5 – 1  | Equador    |
| 3  | 18 de novembro de 1998 | Amistoso   | Fortaleza (Brasil)                | Brasil | 5 – 1  | Rússia     |